# Sisamía
Sisamía (Sisamia) är en ort i Grekland.   Den ligger i prefekturen Nomós Serrón och regionen Mellersta Makedonien, i den nordöstra delen av landet, 300 km norr om huvudstaden Aten. Sisamía ligger 32 meter över havet och antalet invånare är 329.
Terrängen runt Sisamía är platt åt nordost, men åt sydväst är den kuperad. Runt Sisamía är det ganska glesbefolkat, med 42 invånare per kvadratkilometer. Närmaste större samhälle är Serrai, 17,6 km nordost om Sisamía. Trakten runt Sisamía består till största delen av jordbruksmark.